# Gamma Gruis
Gamma Gruis (γ Gruis / γ Gru), conosciuta anche con il nome tradizionale di Al Dhanab, è una stella della costellazione della Gru. Il suo nome viene dall'arabo الذنب al-Dhanab, che significa "la coda", perché per gli antichi arabi la stella formava la coda del Pesce Australe. Di magnitudine apparente +3,00, si trova a 211 anni luce dal sistema solare.

## Osservazione
Si tratta di una stella situata nell'emisfero celeste australe. La sua posizione moderatamente australe fa sì che questa stella sia osservabile specialmente dall'emisfero sud, in cui si mostra alta nel cielo nella fascia temperata; dall'emisfero boreale la sua osservazione risulta invece più penalizzata, specialmente al di fuori della sua fascia tropicale. La sua magnitudine pari a 3 le consente di essere scorta anche dai piccoli centri urbani senza difficoltà.

## Caratteristiche fisiche
Al Dhanab è una gigante azzurra di tipo spettrale B8III, ha una massa quadrupla rispetto al Sole, un raggio 4,3 volte superiore ed emana 390 volte più luce. La sua vita, data la massa, è molto più breve di quella del Sole, e con un'età di 125 milioni di anni ha già terminato la fusione dell'idrogeno nel suo nucleo uscendo dalla sequenza principale ed entrando nello stadio di gigante, avviandosi verso l'ultima parte della sua esistenza.